# Lügenmarsch
Lügenmarsch는 독일 하드록 밴드 뵈제 옹켈츠의 정규6 집 EP 앨범이다.
전작 Kneipenterroristen의 곡들이 상당수이고 1989년 Metal Enterprises에서 발매되었다.

## 제작배경
밴드가 소속되어 있던 레이블 Metal Enterprises는 1989년 이 앨범을 픽처 디스크로 발매하기로 결정했고 밴드에게 압력을 가했다. 당시 밴드는 프로듀서이자 레이블 사장인 잉고 노보트니와의 계약을 끝내기 위해서 신보 작업에 집중하고 있었다. 결국 밴드는 압력에 못이겼고 잉고의 말대로 네 곡을 전작 Kneipenterroristen에서, 공개되지 않은 세 곡을 추가해서 이 앨범을 발매한다.

## 수록곡
| # | 곡목                 | 러닝타임 |
| - | -------------------- | -------- |
| 1 | Ein guter Freund     | 3:00     |
| 2 | Könige für einen Tag | 4:09     |
| 3 | Lügenmarsch          | 4:26     |
| 4 | Freddy Krüger        | 4:13     |
| 5 | Guten Tag            | 4:35     |
| 6 | Tanz der Teufel      | 4:15     |
| 7 | Religion             | 3:47     |

## 수록곡에 대한 설명
Lügenmarsch
Könige für einen Tag과 마찬가지로 전작 Kneipenterroristen에 수록된 곡이다.
이 곡은 미디어에 대한 분노를 다루고 있다.
Ein guter Freund
이 곡은 영화 Die Drei von der Tankstelle OST를 커버한 것이며, 추후 Kneipenterroristen의 CD버전의 보너스트랙에 수록된다.